# Мертенс, Дрис
Дрис Ме́ртенс (нидерл. Dries Mertens; род. 6 мая 1987, Лёвен, Брабант) — бельгийский футболист, игравший на позиции нападающего. Выступал за национальную сборную Бельгии. Мертенс является воспитанником бельгийских клубов «Андерлехт» и «Гент», в которых тренеры сочли его бесперспективным по причине малого роста. Во взрослом футболе Дрис дебютировал в составе клуба «Эндрахт Алст» из третьего дивизиона Бельгии. Затем его карьера продолжилась в Нидерландах, где он поочерёдно выступал за АГОВВ, «Утрехт» и ПСВ, снискав славу высококлассного нападающего. С 2013 по 2022 год Мертенс выступал за «Наполи». Долгое время он играл на позиции вингера, а в сезоне 2016/17 стал выступать на новой для себя позиции центрального нападающего и заново раскрылся в этом качестве, забив в чемпионате Италии 28 голов. В июне 2020 года он забил свой 122 гол за «Наполи» и стал лучшим бомбардиром клуба за всю его историю. В 2022 году покинул неаполитанский клуб и перебрался в турецкий «Галатасарай». 23 июня 2025 года объявил о завершении карьеры.
В сборной Бельгии Мертенс дебютировал 9 февраля 2011 года в товарищеском матче со сборной Финляндии, свой первый гол забил 15 августа 2012 года в ворота команды Нидерландов. Всего за сборную он сыграл 109 матчей и забил 21 гол, был участником чемпионата мира 2014 года и чемпионата Европы 2016 года. Болельщиками сборной Бельгии Мертенс был признан лучшим футболистом 2016 года. Бронзовый призёр чемпионата мира 2018 года.

## Ранние годы
Мертенс родился и вырос во фламандском университетском городе Лёвен. Его мать, Марейке, занимает должность профессора неврологии в Лёвенском католическом университете. Отец, Герман, работает учителем физкультуры. Футболом Дрис увлёкся в очень раннем возрасте, следуя примеру старшего брата Йеруна, игравшего за детскую команду «Стад Лёвен». Он посещал тренировки брата и перенял от него некоторые навыки, а в пять лет был принят в команду «Стад Лёвен», причём ему разрешили играть с шестилетними, поскольку азы футбола Дрис уже освоил. К занятиям футболом Мертенс относился очень серьёзно, после школы он сразу отправлялся на тренировку, иных увлечений у него не было. В будущем он надеялся стать профессиональным футболистом.
В 1998 году Дрис перевёлся в академию профессионального футбольного клуба «Андерлехт». Вместе с ним из «Стад Лёвен» туда перешёл его приятель Денис Одои, также впоследствии ставший игроком сборной Бельгии. Когда Мертенсу исполнилось 17 лет, он был отчислен из команды, поскольку тренеры посчитали, что с его низким ростом у него нет перспектив во взрослом футболе. Тренировавший в то время главную команду клуба Уго Броос впоследствии говорил, что о Дрисе Мертенсе он даже не слышал, а решение об отчислении принимал глава клубной академии Вернер Дерав.
После отчисления из «Андерлехта» Мертенс решил стать учителем физкультуры, как его отец, и переехал в Гент, где изучал физическое воспитание в спортивном колледже. Время от времени он играл в футбол и попался на глаза Этьенну Де Виспелару, тренировавшему молодёжную команду футбольного клуба «Гент». Де Виспелар вспоминал: «Я не встречал никого с такими техникой, пониманием игры и скоростью. Мне не доводилось видеть подобных игроков и после него». Он тут же оповестил менеджера Мишеля Луважи, что нашёл для клуба будущую звезду бельгийского футбола, причём совершенно бесплатно. Вскоре Мертенс оказался в молодёжной команде «Гента», которой руководил Де Виспелар, а также играл за резервную команду клуба.

## Клубная карьера

### «Эндрахт Алст»
Когда в начале 2006 года Де Виспелар ушёл из «Гента» и стал главным тренером клуба третьего дивизиона Бельгии «Эндрахт Алст», одним из первых его кадровых решений было приглашение в команду Мертенса. Де Виспелар вспоминал: «Я попросил Дриса последовать за мной в „Эндрахт“, поскольку для него это был шанс играть в основном составе… Наверное, в то время я был единственным, кто в него верил. Ни он, ни я об этом не жалеем… Я не учил его играть. Он научился всему сам. Он был очень смышлёным молодым человеком». На протяжении шести месяцев Дрис выступал за «Эндрахт» на правах аренды. Хотя команда по итогам сезона вылетела из третьего дивизиона, сам Мертенс проявил себя хорошо, заслужив звание лучшего игрока клуба.

### АГОВВ Апелдорн
Высокий уровень игры, который Мертенс продемонстрировал в «Эндрахте», не убедил тренеров «Гента», что молодой игрок готов играть в основном составе, и летом 2006 года его вновь отдали в аренду, на этот раз в команду АГОВВ Апелдорн из первого дивизиона Нидерландов (вторая по уровню лига в Нидерландах). Для Дриса этот переход означал большой карьерный рост: он заключил первый в своей жизни профессиональный контракт, оказался в команде, которая в нём действительно нуждалась, и получил хороших партнёров, в числе которых был будущий игрок сборной Бельгии Насер Шадли. Изначально Мертенс отправился в Апелдорн на двухнедельный просмотр, но уже на первой тренировке произвёл такое хорошее впечатление на тренерский штаб, что ему предложили остаться на весь сезон.
После первого сезона в Апелдорне, в котором он сыграл 35 матчей и забил два гола, Мертенс согласился остаться в команде на постоянной основе. Благодаря тренеру Джону ван дер Брому, принявшему АГОВВ в 2007 году, Дрис раскрылся с новой стороны, начав много забивать и отдавать голевые передачи, а вскоре стал капитаном команды. В 2012 году Мертенс в интервью бельгийской газете La Derniere Heure сказал следующее: «Джон ван дер Бром — самый важный тренер в моей карьере. Он многое сделал для меня. Посмотрите на статистику. В своём первом сезоне за АГОВВ, до прихода Джона, я забил два или три гола. А во втором, уже с Джоном, я сделал это 14 или 15 раз. Он — тот тренер, который делает игроков лучше. На этом он делает акцент, а также на построении зрелищной атакующей игры с обилием комбинаций и контроля. Не могу сказать о нём ничего плохого. Мы до сих пор поддерживаем связь. Теперь он мой друг».
Под руководством ван дер Брома Мертенс провёл два сильных сезона: в 2007/2008 он забил 15 голов в 38 матчах, а в 2008/2009 — 13 голов в 35 матчах. По итогам второго сезона он получил награду «Золотой бык», вручаемую самому талантливому футболисту первого дивизиона. Этот сезон стал последним для Дриса в АГОВВе, всего за три года в его составе он провёл 108 матчей и забил 30 голов в первом дивизионе Нидерландов.

### «Утрехт»

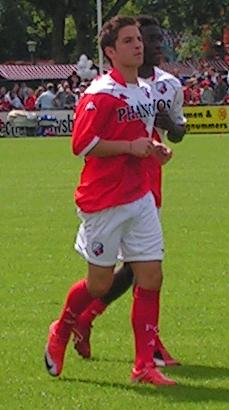
Дрис Мертенс на тренировке «Утрехта»

В марте 2009 года, ещё до завершения сезона 2008/2009, клуб «Утрехт» из высшего дивизиона Нидерландов договорился о приобретении Мертенса за 600 тыс. евро, опередив тем самым АЗ и «Гронинген», которые также интересовались молодым бельгийцем. 1 августа 2009 года состоялся дебют Дриса не только в новом клубе, но и в Эредивизи. «Утрехт» играл против «Валвейка» и одержал победу на выезде со счётом 1:0. 16 августа 2009 года Мертенс забил свой первый гол за «Утрехт» в домашнем матче против «ВВВ-Венло» на 14-й минуте, а на 57-й ударом со штрафного отличился во второй раз. Всего в первом сезоне Мертенс забил 6 голов в 34 матчах, значительно улучшив игру «Утрехта», который впервые за четыре года получил право участвовать в еврокубках. Сам Дрис был признан лучшим игроком года в клубе. Кроме того, Мертенс был отмечен наградой «Серебряная бутса», заняв второе место в опросе на звание лучшего игрока сезона в Эредивизи после уругвайца Луиса Суареса из «Аякса». В своей речи на церемонии награждения он посвятил этот приз Джону ван дер Брому.
15 июля 2010 года Мертенс дебютировал в еврокубках — он помог «Утрехту» обыграть албанскую «Тирану» в матче Лиги Европы, забив один из четырёх голов своей команды. Всего же в той европейской кампании Дрис отличился тремя забитыми голами. В национальном чемпионате он также действовал крайне полезно, забив в сезоне 2010/2011 10 голов и отдав 17 голевых передач. За два года в «Утрехте» Мертенс, играя на левом фланге, показал себя быстрым и юрким игроком, доставляющим массу проблем защитникам и обладающим хорошим ударом, в том числе со штрафных. К концу сезона Дрис был уже игроком бельгийской сборной и нуждался в более сильной команде, чтобы развиваться дальше, о чём публично заявил тренер сборной Жорж Лекенс.
В зимнее трансферное окно 2011 года Мертенса намеревался приобрести амстердамский «Аякс», руководство которого видело в бельгийце замену покинувшему команду Луису Суаресу. Технический директор «Утрехта» Фуке Буй ответил отказом и заявил, что для его клуба Дрис Мертенс — важный игрок. Сообщалось, что руководство «Утрехта» выразило готовность продать игрока за 8 млн евро, но в «Аяксе» эту сумму сочли завышенной. Сам Мертенс хотел перехода в амстердамский клуб и выражал надежду, что переговоры возобновятся летом, после завершения сезона.

### ПСВ

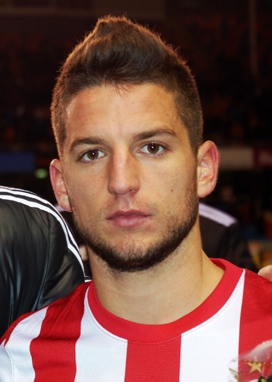
Мертенс в ПСВ в 2012 году

Летом 2011 года к заинтересованным в приобретении Мертенса клубам прибавилось несколько представителей Испании и Англии. Также рассчитывал вернуть своего воспитанника и «Андерлехт», однако не нашёл средств для покрытия трансферной стоимости игрока. Переговоры с «Утрехтом» в начале лета вели и представители клуба ПСВ из Эйндховена, первые два их предложения по Мертенсу были отклонены, но на третьем клубы сошлись в цене. 28 июня 2011 года Дрис Мертенс вместе с одноклубником Кевином Стротманом официально стал игроком ПСВ, за обоих игроков была заплачена сумма в 13 млн евро. Личный контракт Мертенса был рассчитан до лета 2016 года.
7 августа 2011 года Мертенс провёл свой первый официальный матч за ПСВ и сразу же отметился забитым голом в ворота АЗ. 28 августа в матче с «Эксельсиором» он сделал свой первый хет-трик за новый клуб, а 24 сентября забил четыре гола «Роде». Таким образом, в первых семи матчах за ПСВ Дрис имел в своём активе 11 забитых голов. Несмотря на то, что его результативность в дальнейшем снизилась, Мертенс на протяжении всего сезона 2011/2012 являлся одним из ключевых игроков ПСВ. В чемпионате Нидерландов он сыграл 33 матча, в которых забил 21 гол и отдал 14 голевых передач. 8 апреля 2012 года бельгиец отличился забитым голом в финальном матче Кубка Нидерландов, в котором его клуб обыграл «Хераклес» со счётом 3:0. Этот трофей стал первым в профессиональной карьере Мертенса. В мае 2012 года сообщалось, что интерес к игроку проявляет миланский «Интер», но переезд в Италию не состоялся, и в сезоне 2012/2013 бельгиец продолжил выступать за ПСВ.
5 августа 2012 года Мертенс помог ПСВ обыграть «Аякс» в матче за Суперкубок Нидерландов. Однако сезон 2012/2013 в целом для ПСВ прошёл неудачно. Болельщики ожидали трофеев и громких побед в год столетия клуба, но в чемпионате эйндховенцы заняли второе место после «Аякса», а в кубковом финале уступили АЗ, причём в этом матче Мертенс имел хорошую возможность, чтобы сравнять счёт, но промахнулся из выгодной позиции. Статические показатели Дриса во втором сезоне в составе ПСВ остались на прежнем высоком уровне, он стал чаще выступать в роли плеймейкера и отдал 17 голевых передач, а также забил 16 голов. Всего за два сезона в чемпионате Нидерландов Мертенс забил 37 голов в 62 матчах.

### «Наполи»

#### В роли запасного
24 июня 2013 года Мертенс перешёл в итальянский клуб «Наполи», заплативший за него 10 млн евро. Личный контракт бельгиец заключил на пять лет. Инициатором его приобретения стал новый главный тренер «Наполи» Рафаэль Бенитес, которому для реализации его игровой схемы 4-2-3-1 требовался нападающий с хорошей скоростью и дриблингом. В стартовом составе для Мертенса, однако, места не нашлось — в атаке у «Наполи» играли Гонсало Игуаин, Хосе Кальехон и Лоренцо Инсинье. Бельгийцу же Бенитес доверил роль элитного запасного, которого регулярно использовал в концовке матчей против уставших защитников соперника. 25 августа 2013 года Мертенс дебютировал в Серии А, выйдя на замену в матче с «Болоньей». Его первый гол за «Наполи», забитый 30 октября, принёс клубу победу над «Фиорентиной». Отличился забитым голом Дрис и в финальном матче Кубка Италии всё с той же «Фиорентиной», в котором неаполитанцы также одержали победу. Всего в первом сезоне в чемпионате Италии Мертенс забил 11 голов в 33 матчах (из них лишь 12 матчей он отыграл полностью). В этом же сезоне он дебютировал в Лиге чемпионов УЕФА, приняв участие во всех шести матчах группового турнира.
Летом 2014 года «Наполи» предложил Мертенса «Манчестер Юнайтед» в обмен на полузащитника Маруана Фелайни, но этот переход так и не состоялся. В сезоне 2014/2015 Бенитес давал Дрису меньше игрового времени по сравнению с его дебютным сезоном. Мертенс забил 6 голов в 31 матче Серии А, из которых он провёл полностью лишь пять. В целом за сезон он имел в своём активе 10 забитых голов и 11 голевых передач во всех турнирах. Бельгиец сыграл в матче с «Ювентусом» за Суперкубок Италии 2014 года и не забил пенальти в послематчевой серии, однако его клуб всё равно сумел одержать победу и выиграть второй трофей за год. Эта победа стала единственным положительным моментом неудачного для «Наполи» сезона — команда рано вылетела из Лиги чемпионов, на стадии полуфинала выбыла из Лиги Европы, а в Серии А заняла лишь пятое место. После завершения сезона Бенитес покинул пост главного тренера.
Летом 2015 года Мертенсом интересовались английский «Ливерпуль» и миланский «Интер», однако после назначения на должность главного тренера «Наполи» Маурицио Сарри бельгиец заявил, что не собирается уходить из команды. Сарри не стал менять подход Бенитеса к роли Мертенса в команде. В сезоне 2015/2016 чемпионата Италии тот по большей части выходил на замену и лишь 6 из 33 сыгранных матчей начинал в стартовом составе. В пяти матчах Лиги Европы бельгиец забил пять голов, столько же раз он отличился за весь сезон в чемпионате Италии. При этом три из пяти голов в Серии А Дрис забил в матче с «Болоньей» 19 апреля 2016 года, оформив хет-трик за 30 минут.

#### Лидер атак «Наполи»
Летом 2016 года, несмотря на интерес к нему со стороны ряда европейских клубов, Мертенс заявил, что уходить из «Наполи» он всё ещё не собирается. В межсезонье неаполитанский клуб покинул его лучший бомбардир Гонсало Игуаин, а приобретённый ему на замену Аркадиуш Милик в октябре 2016 года получил тяжёлую травму и выбыл на длительный срок. Ещё один нападающий Маноло Габбьядини находился в плохой игровой форме. Сарри доверил место центрального нападающего Мертенсу, который до того играл преимущественно на позиции левого вингера. На адаптацию Дриса ушло два месяца, а в декабре он начал оправдывать доверие тренера. 11 декабря в матче с «Кальяри» он оформил хет-трик, а в матче следующего тура, с «Торино», забил уже четыре гола. Таким образом, он стал первым игроком «Наполи», забившим четыре гола в одном матче с 18 декабря 1977 года, когда столько же забил Джузеппе Савольди. Также Мертенс стал первым футболистом Серии А, сделавшим хет-трики в двух матчах подряд, со времён Пьетро Анастази, которому такое достижение покорилось в 1974 году. Семь же голов в двух матчах подряд до Мертенса в последний раз забивал Антонио Анджелилло в 1958 году. Достижение Дриса не осталось без внимания и на его родине — болельщики сборной Бельгии признали его лучшим футболистом года, в этом опросе он опередил Эдена Азара и Раджу Наингголана. До конца сезона Мертенс продолжал регулярно забивать голы и довёл свой счёт до 28 мячей, всего одного гола ему не хватило, чтобы сравняться с лучшим бомбардиром Серии А Эдином Джеко.
27 мая 2017 года, ещё до окончания сезона 2016/2017, в котором он раскрылся с новой стороны как высококлассный бомбардир, Мертенс заключил новый контракт с «Наполи» до лета 2020 года. В соглашение был включён пункт, дающий футболисту право перейти в один из китайских клубов в случае выплаты им оговоренной компенсации. Несмотря на заключение Дрисом нового контракта с неаполитанцами, летом к нему проявлял интерес целый ряд европейских клубов, среди которых назывались «Манчестер Сити», «Челси» и «Барселона». Мертенс рассматривал возможность перехода в «Челси», но, не дождавшись звонка от тренера команды Антонио Конте, прекратил с клубом переговоры. От перехода в «Барселону» он также отказался, не захотев быть запасным при звёздном трио нападающих — Месси, Суареса и Неймара. Итальянской прессе Мертенс заявил о желании и дальше выступать в составе «Наполи» под руководством тренера Сарри и побороться с «Ювентусом» за чемпионский титул.
В сезоне 2017/2018 Мертенс сбавил свою результативность, в Серии А он отличился 18 голами, значительно отстав от лучших бомбардиров чемпионата, но оставаясь лучшим по забитым голам в своей команде. На протяжении большей части сезона «Наполи» лидировал в чемпионате, но в 27 туре пропустил на вершину турнирной таблицы «Ювентус» и уже не смог его догнать. В итоге команда финишировала лишь на втором месте, отстав от чемпиона на четыре очка. После окончания сезона Сарри покинул команду, уйдя в «Челси». Мертенса СМИ также связывали с английским клубом, в котором предположительно рассматривали вариант с покупкой бельгийца за 50 млн евро. Также сообщалось об интересе к Мертенсу со стороны «Манчестер Юнайтед».
Несмотря на слухи об его уходе из «Наполи», Мертенс остался в клубе и в сезоне 2018/2019. Новый тренер неаполитанцев Карло Анчелотти отказался от использования бельгийца на острие атаки и сделал ставку на более рослого Милика. Мертенса же тренер стал выпускать на замены для усиления атаки в концовке матчей. Так, выйдя на замену в матче с «Миланом» 25 августа, Дрис забил победный гол.
13 июня 2020 года Мертенс забил гол в первом тайме ответного матча 1/2 финала Кубка Италии с миланским «Интером». Этот мяч стал 122-м в составе «Наполи» и вывел игрока на первое место в списке лучших бомбардиров клуба. 17 июня продлил контракт с клубом на два года. Позднее, в этот же день вышел в стартовом составе в матче финала Кубка Италии с «Ювентусом» и ушёл на замену Милику («Наполи» выиграл матч по пенальти со счётом 4:2).
21 марта 2021 года Мертенс забил свой 99-й и 100-й мяч в Серии А в матче с «Ромой». 21 ноября забил свой 103-й гол в лиге в матче с «Интером», став лучшим бомбардиром клуба в Серии А.

### «Галатасарай»
6 августа 2022 года «Галатасарай» на своём официальном сайте объявил о начале переговоров с игроком. В тот же день Мертенс и Лукас Торрейра на частном самолёте прибыли в Стамбул. 8 августа было официально объявлено о переходе футболиста на правах свободного агента. Бельгиец подписал однолетний контракт с возможностью продления на ещё один год. Уже 13 августа Мертенс дебютировал за клуб в матче Суперлиги с «Гиресунспором», выйдя на замену Юнусу Акгюну. Первого гола пришлось ждать больше месяца до 23 октября, когда в матче с «Аланьяспором» бельгиец открыл счёт.

## Выступления за сборную

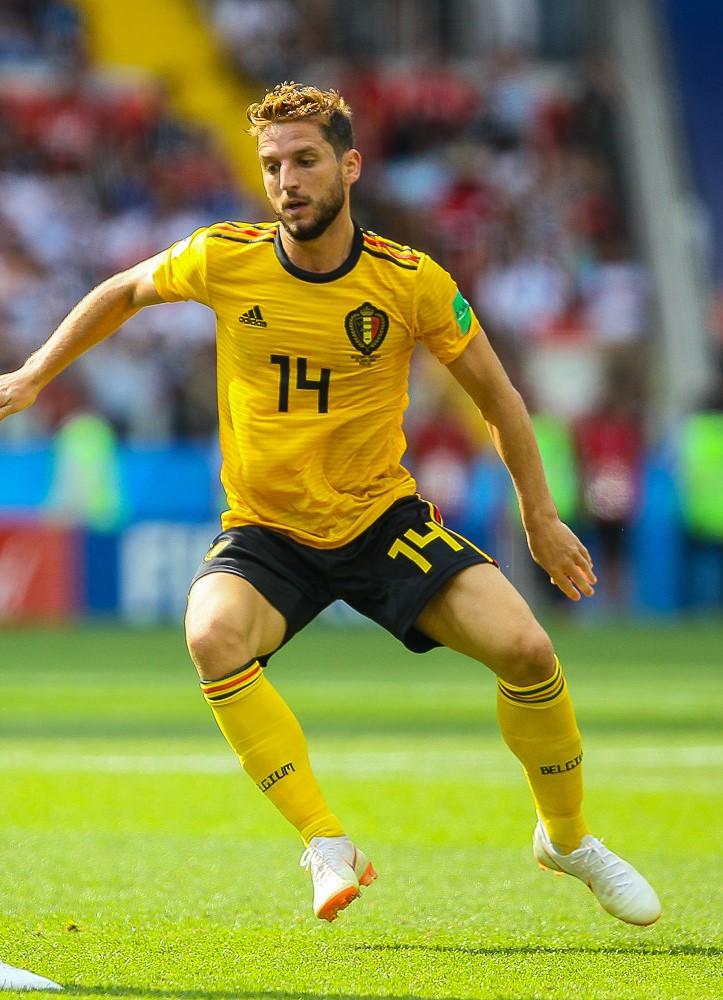
Мертенс в составе сборной Бельгии на чемпионате мира 2018 года

В 2004 году Мертенс сыграл четыре матча за сборную Бельгии среди юношей до 17 лет. За другие юношеские и молодёжные сборные он не выступал.
1 октября 2010 года главный тренер национальной сборной Бельгии Жорж Лекенс пригласил Мертенса на матчи отборочного турнира к чемпионату Европы 2012 года против сборных Казахстана и Австрии. Игрок и тренер знали друг друга по совместной работе в «Генте», тогда Лекенс предпочитал делать ставку на более высокорослых игроков и позволил Мертенсу покинуть клуб. Комментируя решение пригласить бывшего подопечного в сборную, Лекенс заявил, что «маленький Дрис стал большим игроком». Дебют Мертенса в официальном матче сборной состоялся позже — 9 февраля 2011 года в товарищеском матче со сборной Финляндии в Генте. 12 августа 2012 года Мертенс стал главным героем товарищеского матча с командой Нидерландов, в котором он, выйдя на замену при счёте 2:1 в пользу соперника, сумел переломить ход матча: сначала забил свой первый гол за сборную, а затем отдал две голевые передачи на партнёров. В результате Бельгия одержала победу со счётом 4:2.
В июне 2014 года тренер Марк Вильмотс включил Мертенса в заявку сборной Бельгии на чемпионат мира 2014 года, проходивший в Бразилии. В одном из товарищеских матчей перед чемпионатом Дрис хорошо проявил себя, забив победный гол в ворота Туниса. В первом матче группового этапа чемпионата, в котором бельгийцы играли с командой Алжира, Мертенс вышел в перерыве на замену вместо Шадли и на 80-й минуте забил победный гол. В трёх следующих матчах турнира Дрис выходил в стартовом составе, а в четвертьфинале со сборной Аргентины вышел на замену. Этот матч бельгийцы проиграли со счётом 0:1 и выбыли из дальнейшей борьбы. Всего на своём первом чемпионате мира Мертенс сыграл пять матчей и забил один гол.
В успешной для Бельгии отборочной кампании на чемпионат Европы 2016 года Мертенс забил три гола — два Андорре и один Израилю. В финальную заявку сборной на сам чемпионат Европы Дрис также был включён. Вновь он сыграл на турнире во всех пяти матчах своей команды, на этот раз в основном выходил на замену и лишь один матч начал в стартовом составе. Сборная Бельгии, как и за два года до этого, выбыла из борьбы за медали на стадии четвертьфинала, на этот раз уступив команде Уэльса. Болельщиками сборной Бельгии Мертенс был признан лучшим футболистом 2016 года.
Мертенс был основным игроком сборной Бельгии в отборочном турнире к чемпионату мира 2018 года. Тренер Роберто Мартинес использовал его в качестве одного из углов атакующего треугольника вместе с Ромелу Лукаку и Эденом Азаром, чаще всего отводя ему место на левом фланге. На троих они забили 22 гола, из которых 5 на свой счёт записал Мертенс. Сам чемпионат мира в России Дрис начинал в качестве игрока стартового состава. 18 июня 2018 года в матче со сборной Панамы Мертенс забил первый гол сборной Бельгии на турнире, поразив ворота красивым ударом из угла штрафной площади. Впоследствии его гол был номинирован на звание лучшего гола чемпионата мира. Бельгийцы без проблем выиграли все матчи в своей группе, но едва не оступились в 1/8 финала со сборной Японии. По ходу этого матча японцы вели со счётом 2:0, но Роберто Мартинес сумел переломить ход матча, произведя замены. Одним из заменённых игроков стал Мертенс, который после этого пропустил матч 1/4 финала с командой Бразилии, а в следующих выходил на замену. Он сыграл в полуфинале с французами и в матче за третье место с англичанами. Последний матч сборная Бельгии выиграла и стала бронзовым призёром чемпионата мира.
17 июня 2021 года вышел в стартовом составе в матче чемпионата Европы 2020 со сборной Дании; этот матч стал для бельгийца сотым в составе национальной сборной.
10 ноября 2022 года был включён в официальную заявку сборной Бельгии для участия в матчах чемпионата мира 2022 года в Катаре.

## Стиль игры
Мертенс на протяжении большей части своей карьеры был фланговым атакующим игроком, преимущественно играл на позиции левого вингера. Благодаря высокой скорости, хорошему дриблингу и постоянному движению без мяча он часто оказывался за спинами защитников, смещался в центр и, получив мяч, завершал атаку своей команды ударом. Играя в этой роли в ПСВ, Мертенс имел высокую результативность. Также он раздавал партнёрам по атаке острые передачи, которые часто становились голевыми. Так, за два года в ПСВ Дрис забил 45 голов во всех турнирах и отдал 43 голевые передачи.
С осени 2016 года Мертенс в клубе играет на позиции центрального нападающего. Несмотря на недостаток роста для игрока данной позиции, действует на ней он весьма эффективно. Как правило, Дрис движется без мяча на одной линии с защитниками соперника и за счёт высокой скорости старается освободиться от опеки для получения передачи. В то же время для игры Мертенса характерны элементы, свойственные «ложной девятке», когда он, получив мяч, отходит глубже к середине поля, уводя за собой центральных защитников и создавая пространство для забегания партнёров, на которых затем следует передача.
Мертенс подвергался критике из-за малой активности в оборонительных действиях своей команды.

## Личная жизнь
В июне 2015 года Мертенс женился на Катрин Керкхофс, с которой состоял в отношениях много лет. Они знакомы ещё с детства. Британская пресса сообщала, что Мертенс в 2017 году отказался от перехода в английский «Вест Хэм Юнайтед», поскольку его жене нравится жить в Неаполе. Сам Дрис в 2018 году рассказал, что не собирается продолжать карьеру в китайских клубах, где мог бы получать зарплату вдвое выше, чем в «Наполи», из-за нежелания Катрин переезжать в КНР.
Вместе с женой Дрис финансово поддерживает несколько приютов для бродячих собак в Неаполе. Свою собаку, дворнягу по кличке Жюльет, Мертенсы также взяли из приюта. 26 марта 2022 года у пары родился сын Чиро Ромео Мертенс.

## Достижения
ПСВ
- Обладатель Кубка Нидерландов: 2011/12
- Обладатель Суперкубка Нидерландов: 2012

«Наполи»
- Обладатель Кубка Италии (2): 2013/14, 2019/20
- Обладатель Суперкубка Италии: 2014

«Галатасарай»
- Чемпион Турции (2): 2022/23, 2024/25
- Обладатель Кубка Турции: 2024/25
- Обладатель Суперкубка Турции: 2023

Сборная Бельгии
- Бронзовый призёр чемпионата мира: 2018

Личные
- Игрок года в «Эндрахте»: 2005/2006[9]
- Обладатель приза «Золотой бык»: 2008/2009[10]
- Игрок года в «Утрехте» (приз Ди Томмазо): 2009/2010[13]
- Футболист года по версии болельщиков сборной Бельгии: 2016[35]
- Команда года Серии А: 2016/2017[82]

## Статистика

### Клубная статистика
| Выступление      | Выступление      | Выступление      | Лига | Лига | Кубки | Кубки | Еврокубки | Еврокубки | Прочие | Прочие | Итого | Итого |
| Клуб             | Лига             | Сезон            | Игры | Голы | Игры  | Голы  | Игры      | Голы      | Игры   | Голы   | Игры  | Голы  |
| ---------------- | ---------------- | ---------------- | ---- | ---- | ----- | ----- | --------- | --------- | ------ | ------ | ----- | ----- |
| Эндрахт Алст     | III              | 2005/2006        | 14   | 4    | 0     | 0     | —         | —         | —      | —      | 14    | 4     |
| АГОВВ            | II               | 2006/2007        | 35   | 2    | 1     | 0     | —         | —         | —      | —      | 36    | 2     |
| АГОВВ            | II               | 2007/2008        | 38   | 16   | 2     | 1     | —         | —         | —      | —      | 40    | 17    |
| АГОВВ            | II               | 2008/2009        | 35   | 13   | 2     | 1     | —         | —         | —      | —      | 37    | 14    |
| АГОВВ            | Итого            | Итого            | 108  | 30   | 5     | 2     | —         | —         | —      | —      | 113   | 32    |
| Утрехт           | I                | 2009/2010        | 38   | 7    | 1     | 0     | —         | —         | —      | —      | 39    | 7     |
| Утрехт           | I                | 2010/2011        | 31   | 10   | 4     | 1     | 12        | 3         | —      | —      | 47    | 14    |
| Утрехт           | Итого            | Итого            | 69   | 17   | 5     | 1     | 12        | 3         | —      | —      | 86    | 21    |
| ПСВ              | I                | 2011/2012        | 33   | 21   | 5     | 3     | 11        | 3         | —      | —      | 49    | 27    |
| ПСВ              | I                | 2012/2013        | 29   | 16   | 3     | 1     | 6         | 1         | 1      | 0      | 39    | 18    |
| ПСВ              | Итого            | Итого            | 62   | 37   | 8     | 4     | 17        | 4         | 1      | 0      | 88    | 45    |
| Наполи           | I                | 2013/2014        | 33   | 11   | 4     | 2     | 10        | 0         | —      | —      | 47    | 13    |
| Наполи           | I                | 2014/2015        | 31   | 6    | 4     | 0     | 15        | 4         | 1      | 0      | 51    | 10    |
| Наполи           | I                | 2015/2016        | 33   | 5    | 2     | 1     | 5         | 5         | —      | —      | 40    | 11    |
| Наполи           | I                | 2016/2017        | 35   | 28   | 3     | 1     | 8         | 5         | —      | —      | 46    | 34    |
| Наполи           | I                | 2017/2018        | 38   | 18   | 2     | 1     | 9         | 3         | —      | —      | 49    | 22    |
| Наполи           | I                | 2018/2019        | 35   | 16   | 1     | 0     | 11        | 3         | —      | —      | 47    | 19    |
| Наполи           | I                | 2019/2020        | 31   | 9    | 3     | 1     | 8         | 6         | —      | —      | 42    | 16    |
| Наполи           | I                | 2020/2021        | 29   | 9    | 1     | 0     | 7         | 1         | 1      | 0      | 38    | 10    |
| Наполи           | I                | 2021/2022        | 30   | 11   | 1     | 1     | 6         | 1         | —      | —      | 37    | 13    |
| Наполи           | Итого            | Итого            | 295  | 113  | 21    | 7     | 79        | 28        | 2      | 0      | 397   | 148   |
| Галатасарай      | I                | 2022/2023        | 15   | 3    | 1     | 0     | —         | —         | —      | —      | 16    | 3     |
| Всего за карьеру | Всего за карьеру | Всего за карьеру | 563  | 204  | 40    | 14    | 108       | 35        | 3      | 0      | 714   | 253   |

1. ↑  Лига чемпионов УЕФА, Лига Европы УЕФА.
2. ↑  Суперкубок Нидерландов, Суперкубок Италии.

### Матчи и голы за сборную
| №   | Дата             | Оппонент             | Счёт | Голы | Соревнование             |
| --- | ---------------- | -------------------- | ---- | ---- | ------------------------ |
| 1   | 9 февраля 2011   | Финляндия            | 1:1  | —    | Товарищеский матч        |
| 2   | 3 июня 2011      | Турция               | 1:1  | —    | Отборочные матчи ЧЕ-2012 |
| 3   | 10 августа 2011  | Словения             | 0:0  | —    | Товарищеский матч        |
| 4   | 2 сентября 2011  | Азербайджан          | 1:1  | —    | Отборочные матчи ЧЕ-2012 |
| 5   | 6 сентября 2011  | США                  | 1:0  | —    | Товарищеский матч        |
| 6   | 7 октября 2011   | Казахстан            | 4:1  | —    | Отборочные матчи ЧЕ-2012 |
| 7   | 11 октября 2011  | Германия             | 1:3  | —    | Отборочные матчи ЧЕ-2012 |
| 8   | 11 ноября 2011   | Румыния              | 2:1  | —    | Товарищеский матч        |
| 9   | 25 мая 2012      | Черногория           | 2:2  | —    | Товарищеский матч        |
| 10  | 2 июня 2012      | Англия               | 0:1  | —    | Товарищеский матч        |
| 11  | 15 августа 2012  | Нидерланды           | 4:2  | 1    | Товарищеский матч        |
| 12  | 7 сентября 2012  | Уэльс                | 2:0  | —    | Отборочные матчи ЧМ-2014 |
| 13  | 11 сентября 2012 | Хорватия             | 1:1  | —    | Отборочные матчи ЧМ-2014 |
| 14  | 12 октября 2012  | Сербия               | 3:0  | —    | Отборочные матчи ЧМ-2014 |
| 15  | 16 октября 2012  | Шотландия            | 2:0  | —    | Отборочные матчи ЧМ-2014 |
| 16  | 14 ноября 2012   | Румыния              | 1:2  | —    | Товарищеский матч        |
| 17  | 6 февраля 2013   | Словакия             | 2:1  | 1    | Товарищеский матч        |
| 18  | 26 марта 2013    | Македония            | 1:0  | —    | Отборочные матчи ЧМ-2014 |
| 19  | 29 мая 2013      | США                  | 4:2  | —    | Товарищеский матч        |
| 20  | 14 августа 2013  | Франция              | 0:0  | —    | Товарищеский матч        |
| 21  | 14 ноября 2013   | Колумбия             | 0:2  | —    | Товарищеский матч        |
| 22  | 19 ноября 2013   | Япония               | 2:3  | —    | Товарищеский матч        |
| 23  | 5 марта 2014     | Кот-д’Ивуар          | 2:2  | —    | Товарищеский матч        |
| 24  | 1 июня 2014      | Швеция               | 2:0  | —    | Товарищеский матч        |
| 25  | 7 июня 2014      | Тунис                | 1:0  | 1    | Товарищеский матч        |
| 26  | 17 июня 2014     | Алжир                | 2:1  | 1    | Финальные матчи ЧМ-2014  |
| 27  | 22 июня 2014     | Россия               | 1:0  | —    | Финальные матчи ЧМ-2014  |
| 28  | 26 июня 2014     | Республика Корея     | 1:0  | —    | Финальные матчи ЧМ-2014  |
| 29  | 1 июля 2014      | США                  | 2:1  | —    | Финальные матчи ЧМ-2014  |
| 30  | 5 июля 2014      | Аргентина            | 0:1  | —    | Финальные матчи ЧМ-2014  |
| 31  | 4 сентября 2014  | Австралия            | 2:0  | 1    | Товарищеский матч        |
| 32  | 10 октября 2014  | Андорра              | 6:0  | 2    | Отборочные матчи ЧЕ-2016 |
| 33  | 13 октября 2014  | Босния и Герцеговина | 1:1  | —    | Отборочные матчи ЧЕ-2016 |
| 34  | 12 ноября 2014   | Исландия             | 3:1  | —    | Товарищеский матч        |
| 35  | 16 ноября 2014   | Уэльс                | 0:0  | —    | Отборочные матчи ЧЕ-2016 |
| 36  | 28 марта 2015    | Кипр                 | 5:0  | —    | Отборочные матчи ЧЕ-2016 |
| 37  | 7 июня 2015      | Франция              | 4:3  | —    | Товарищеский матч        |
| 38  | 12 июня 2015     | Уэльс                | 0:1  | —    | Отборочные матчи ЧЕ-2016 |
| 39  | 3 сентября 2015  | Босния и Герцеговина | 3:1  | —    | Отборочные матчи ЧЕ-2016 |
| 40  | 6 сентября 2015  | Кипр                 | 1:0  | —    | Отборочные матчи ЧЕ-2016 |
| 41  | 10 октября 2015  | Андорра              | 4:1  | —    | Отборочные матчи ЧЕ-2016 |
| 42  | 13 октября 2015  | Израиль              | 3:1  | 1    | Отборочные матчи ЧЕ-2016 |
| 43  | 29 марта 2016    | Португалия           | 1:2  | —    | Товарищеский матч        |
| 44  | 28 мая 2016      | Швейцария            | 2:1  | —    | Товарищеский матч        |
| 45  | 5 июня 2016      | Норвегия             | 3:2  | —    | Товарищеский матч        |
| 46  | 1 июня 2016      | Финляндия            | 1:1  | —    | Товарищеский матч        |
| 47  | 13 июня 2016     | Италия               | 0:2  | —    | Финальные матчи ЧЕ-2016  |
| 48  | 18 июня 2016     | Ирландия             | 3:0  | —    | Финальные матчи ЧЕ-2016  |
| 49  | 22 июня 2016     | Швеция               | 1:0  | —    | Финальные матчи ЧЕ-2016  |
| 50  | 26 июня 2016     | Венгрия              | 4:0  | —    | Финальные матчи ЧЕ-2016  |
| 51  | 1 июля 2016      | Уэльс                | 1:3  | —    | Финальные матчи ЧЕ-2016  |
| 52  | 7 октября 2016   | Босния и Герцеговина | 4:0  | —    | Отборочные матчи ЧМ-2018 |
| 53  | 10 октября 2016  | Гибралтар            | 6:0  | 1    | Отборочные матчи ЧМ-2018 |
| 54  | 9 ноября 2016    | Нидерланды           | 1:1  | —    | Товарищеский матч        |
| 55  | 13 ноября 2016   | Эстония              | 8:1  | 2    | Отборочные матчи ЧМ-2018 |
| 56  | 25 марта 2017    | Греция               | 1:1  | —    | Отборочные матчи ЧМ-2018 |
| 57  | 28 марта 2017    | Россия               | 3:3  | —    | Товарищеский матч        |
| 58  | 5 июня 2017      | Чехия                | 2:1  | —    | Товарищеский матч        |
| 59  | 9 июня 2017      | Эстония              | 2:0  | 1    | Отборочные матчи ЧМ-2018 |
| 60  | 31 августа 2017  | Гибралтар            | 9:0  | 1    | Отборочные матчи ЧМ-2018 |
| 61  | 3 сентября 2017  | Греция               | 2:1  | —    | Отборочные матчи ЧМ-2018 |
| 62  | 7 октября 2017   | Босния и Герцеговина | 4:3  | —    | Отборочные матчи ЧМ-2018 |
| 63  | 10 октября 2017  | Кипр                 | 4:0  | —    | Отборочные матчи ЧМ-2018 |
| 64  | 10 ноября 2017   | Мексика              | 3:3  | —    | Товарищеский матч        |
| 65  | 14 ноября 2017   | Япония               | 1:0  | —    | Товарищеский матч        |
| 66  | 27 марта 2018    | Саудовская Аравия    | 4:0  | —    | Товарищеский матч        |
| 67  | 2 июня 2018      | Португалия           | 0:0  | —    | Товарищеский матч        |
| 68  | 6 июня 2018      | Египет               | 3:0  | —    | Товарищеский матч        |
| 69  | 11 июня 2018     | Коста-Рика           | 4:1  | 1    | Товарищеский матч        |
| 70  | 18 июня 2018     | Панама               | 3:0  | 1    | Финальные матчи ЧМ-2018  |
| 71  | 23 июня 2018     | Тунис                | 5:2  | —    | Финальные матчи ЧМ-2018  |
| 72  | 28 июня 2018     | Англия               | 1:0  | —    | Финальные матчи ЧМ-2018  |
| 73  | 2 июля 2018      | Япония               | 3:2  | —    | Финальные матчи ЧМ-2018  |
| 74  | 10 июля 2018     | Франция              | 0:1  | —    | Финальные матчи ЧМ-2018  |
| 75  | 14 июля 2018     | Англия               | 2:0  | —    | Финальные матчи ЧМ-2018  |
| 76  | 7 сентября 2018  | Шотландия            | 4:0  | —    | Товарищеский матч        |
| 77  | 11 сентября 2018 | Исландия             | 3:0  | —    | Лига наций УЕФА          |
| 78  | 12 октября 2018  | Швейцария            | 2:1  | —    | Лига наций УЕФА          |
| 79  | 16 октября 2018  | Шотландия            | 1:1  | 1    | Товарищеский матч        |
| 80  | 15 ноября 2018   | Исландия             | 2:0  | —    | Лига наций УЕФА          |
| 81  | 18 ноября 2018   | Швейцария            | 2:5  | —    | Лига наций УЕФА          |
| 82  | 21 марта 2019    | Россия               | 3:1  | —    | Отборочные матчи ЧЕ-2020 |
| 83  | 24 марта 2019    | Кипр                 | 2:0  | —    | Отборочные матчи ЧЕ-2020 |
| 84  | 8 июня 2019      | Казахстан            | 3:0  | 1    | Отборочные матчи ЧЕ-2020 |
| 85  | 11 июня 2019     | Шотландия            | 3:0  | —    | Отборочные матчи ЧЕ-2020 |
| 86  | 6 сентября 2019  | Сан-Марино           | 4:0  | 1    | Отборочные матчи ЧЕ-2020 |
| 87  | 9 сентября 2019  | Шотландия            | 4:0  | —    | Отборочные матчи ЧЕ-2020 |
| 88  | 10 октября 2019  | Сан-Марино           | 9:0  | —    | Отборочные матчи ЧЕ-2020 |
| 89  | 13 октября 2019  | Казахстан            | 2:0  | —    | Отборочные матчи ЧЕ-2020 |
| 90  | 16 ноября 2019   | Россия               | 4:1  | —    | Отборочные матчи ЧЕ-2020 |
| 91  | 19 ноября 2019   | Кипр                 | 6:1  | —    | Отборочные матчи ЧЕ-2020 |
| 92  | 5 сентября 2020  | Дания                | 2:0  | 1    | Лига наций УЕФА          |
| 93  | 8 сентября 2020  | Исландия             | 5:1  | 1    | Лига наций УЕФА          |
| 94  | 15 ноября 2020   | Англия               | 2:0  | 1    | Лига наций УЕФА          |
| 95  | 18 ноября 2020   | Дания                | 4:2  | —    | Лига наций УЕФА          |
| 96  | 24 марта 2021    | Уэльс                | 3:1  | —    | Отборочные матчи ЧМ-2022 |
| 97  | 27 марта 2021    | Чехия                | 1:1  | —    | Отборочные матчи ЧМ-2022 |
| 98  | 3 июня 2021      | Греция               | 1:1  | —    | Товарищеский матч        |
| 99  | 6 июня 2021      | Хорватия             | 1:0  | —    | Товарищеский матч        |
| 100 | 12 июня 2021     | Россия               | 3:0  | —    | Финальные матчи ЧЕ-2020  |
| 101 | 17 июня 2021     | Дания                | 1:2  | —    | Финальные матчи ЧЕ-2020  |
| 102 | 27 июня 2021     | Португалия           | 1:0  | —    | Финальные матчи ЧЕ-2020  |
| 103 | 2 июля 2021      | Италия               | 1:2  | —    | Финальные матчи ЧЕ-2020  |
| 104 | 13 ноября 2021   | Эстония              | 3:1  | —    | Отборочные матчи ЧМ-2022 |
| 105 | 3 июня 2022      | Нидерланды           | 1:4  | —    | Лига наций УЕФА          |
| 106 | 14 июня 2022     | Польша               | 0:1  | —    | Лига наций УЕФА          |
| 107 | 22 сентября 2022 | Уэльс                | 2:1  | —    | Лига наций УЕФА          |
| 108 | 18 ноября 2022   | Египет               | 1:2  | —    | Товарищеский матч        |
| 109 | 27 ноября 2022   | Марокко              | 0:2  | —    | Финальные матчи ЧМ-2022  |
| 110 | 1 декабря 2022   | Хорватия             | 0:0  | —    | Финальные матчи ЧМ-2022  |

Итого: сыграно матчей: 109 / забито голов: 21; победы: 73, ничьи: 20, поражения: 16.